# Бытовой музей сороковых годов XIX века
Бытовой музей сороковых годов XIX века — музей быта московских дворян, открывшийся в 1920 году в здании на Собачьей площадке, предоставленном наследниками А. С. Хомякова. Основная масса экспонатов музея — сберегшееся имущество Хомяковых, дополненное предметами быта и искусства из других московских особняков и пригородных усадеб. В 1922 году стал филиалом Исторического музея. В 1929 году был закрыт за «идеологическую вредность для пролетариата», коллекции были переданы в ГИМ.

## История
Музей располагался на Собачьей площадке в доме Алексея Хомякова (1804—1860) — философа, литератора, одного из родоначальников славянофильства. В мае 1919 года дом был национализирован и перешёл в ведение Музейного отдела Наркомпроса РСФСР, после чего приказом Отдела по делам музеев и охраны памятников Наркомпроса здесь был учреждён музей — открывшийся для посещений 7 ноября 1920 года.
Организацией музея занимались художник, поэт, искусствовед и переводчик Ю. П. Анисимов, создатель Музея игрушки Н. Д. Бартрам, историк и художник П. С. Шереметев, художник и историк искусства И. Э. Грабарь, однако основная роль принадлежала Б. В. Шапошникову (1890—1956) — литературоведу, искусствоведу, специалисту по интерьеру. Кроме Б. В. Шапошникова, в собрании экспонатов музея поучаствовала М. А. Бобринская. Они пытались продемонстрировать предметы прошлого в той обстановке, в которой они использовались.
Коллекцию музея составили бывшее имущество М. А. Хомяковой (дочери философа), ряд предметов, собранных Д. А. Хомяковым (его сыном), вещи из подмосковного имения Хомяковых Богучарово, а также предметы искусства и быта из соседнего дома Лобановых-Ростовских, имения Боде-Колычева, находившегося на Поварской, бывшего музея Строгановского училища, дома Каткова, Петровского дворца, дворца Нескучного сада. Б. В. Шапошников писал, что в музее «около 4000 номеров» настоящих предметов времён, показывающих внешние бытовые условия и образ жизни богатой культурной семьи.
За десять лет на посту директора Шапошников четыре раза издавал путеводители по Бытовому музею, каждый раз изменяя их оформление и содержание. Самым качественным считается путеводитель 1924 года, украшенный фронтисписом, концовками и заставками, гравированными А. К. Кравченко. В следующих изданиях были напечатаны фотографии интерьеров музея. Тираж составлял не более одной-двух тысяч экземпляров.
Первым подробным описанием Бытового музея является достаточно крупная статья Е. Александровой во второй части сборника «Культурно-исторические экскурсии» (1923). Некоторые сведения о нём также содержались в журналах «Красная нива» (№ 50 за 1925 год) и «Строительство Москвы» (№ 4 за 1927 год).
В 1922 году Музей дворянского быта был присоединён к Государственному историческому музею на правах филиала. В 1929 году был закрыт за «идеологическую вредность для пролетариата». После его ликвидации коллекция была перевезена в Исторический музей, в 1931 году здание занял музыкальный техникум им. Гнесиных. В 1962 году особняк Хомяковых, как и вся Собачья площадка, был уничтожен при прокладке улицы Новый Арбат.